# Gux
Gux (Gook, Gguux, Ġu∙x, Gguu), U folkloru Aljaskih Atabaska (Ahtena), Gux je podvodno čudovište koje vreba u jezerima i jede ljude. Njegovo ime doslovno znači "ljuskavi" i također se koristi za označavanje ljuskavih riba ili hitinskih insekata u nekim plemenima.